# Mont Dolent
El mont Dolent (3820 m s. n. m.) es una montaña que se encuentra en la parte septentrional de los Alpes del Mont Blanc en el macizo Dolent-Argentière-Trient, entre los municipios de Courmayeur (Italia) y de Orsières (Suiza).

## Características
Además de una notable cima piramidal, el monte está considerado también como triple frontera. En realidad, el punto donde confluyen las tres líneas de frontera de las naciones sobre las cuales se extienden los Alpes del Mont Blanc: Italia, Suiza y Francia, se encuentra a 3.749 m de cota, al noroeste de la cima principal.
En las tres vertientes del monte toman forma respectivamente tres glaciares: en la vertiente italiana el glaciar de Pré de Bar, en la vertiente francesa el glaciar de Argentière y en el suizo el glaciar del Dolent.

## Primera ascensión
Fue escalada por vez primera el 9 de julio de 1864 por A. Reilly, Edward Whymper, Michel Croz, H. Charlet y M. Payot
La primera ascensión invernal fue realizada el 12 de marzo de 1911 por una cordada compuesta por G. Couchepin, O. Dehms, J. Sautier y R. Schanze con M. Crettez.

### Refugios
- Refugio Elena -  2062 m
- Vivac Fiorio
- Refugio dell' A. Neuve - 2761 m
- Refugio d'Argentière - 2771 m.

### Clasificación SOIUSA
Según la SOIUSA, el Mont Dolent pertenece a:
- Gran parte: Alpes occidentales
- Gran sector: Alpes del noroeste
- Sección: Alpes Grayos
- Subsección: Alpes del Mont Blanc
- Supergrupo: Macizo Dolent-Argentière-Trient
- Grupo: Cadena Dolent-Tour Noir-Argentière
- Subgrupo: Grupo del Mont Dolent
- Código: I/B-7.V-C.6.a